# Karl Pfeifenberger
Karl Pfeifenberger (* 23. September 1955) ist ein ehemaliger österreichischer Politiker (BZÖ), der wegen Untreue zu einer Freiheitsstrafe verurteilt wurde. Er war Mitglied der Kärntner Landesregierung und Erster Landeshauptmann-Stellvertreter.

## Leben und Beruf
Pfeifenberger arbeitete nach der Matura rund 17 Jahre für die Raiffeisen-Organisation. Nach zwei Stellen im technischen Bereich wurde Pfeifenberger 1996 Geschäftsführer einer Lavanttaler Geflügelfirma.

## Politik
Pfeifenberger war von 1994 bis 1999 als Abgeordneter der FPÖ Mitglied des Kärntner Landtags. 1999 holte ihn Jörg Haider überraschend als Landesrat in die Kärntner Landesregierung. 2001 stieg er nach dem Ausscheiden von Mathias Reichhold zum Ersten Landeshauptmann-Stellvertreter auf. In der Landesregierung Haider III war Pfeifenberger zuletzt bis 2005 zuständig für die Ressorts Finanzen, Wirtschaft und Tourismus. Am 28. Jänner 2005 kündigte Pfeifenberger seinen Rücktritt als Mitglied der Kärntner Landesregierung an und schied mit dem 21. Februar aus der Landesregierung aus.
Als Grund für seinen Rücktritt nannte Pfeifenberger, dass er in die Privatwirtschaft wechseln wolle. Zu seinen politischen Zielen gehörte das Erreichen des Nulldefizits in Kärnten bis 2004. Dieses Ziel verfehlte Pfeifenberger jedoch. Er kurbelte mit hohen Investitionen den Wintertourismus an, machte sich jedoch durch seine Einmischung in der Kärnten Werbung Feinde. Pfeifenberger hatte als Finanz- und Wirtschaftsreferent und Eigentümervertreter der meisten landeseigenen Gesellschaften in diesem Bereich großen Einfluss. Er bekämpfte die Geschäftsführer des Kärntner Wirtschaftsförderungsfonds, weil diese seine operativen Eingriffe abwehrten. Der Aufsichtsratsvorsitzende der Flughafengesellschaft kündigte seine Stelle, da er Pfeifenbergers forcierte Billigfluggesellschaften-Schiene und die Bestellung des neuen Flughafendirektors ablehnte.
Als Erfolge verbuchte Pfeifenberger, dass er den AT & S-Konzern nach Kärnten holen konnte und Hannes Androsch als Tourismus-Investor gewann. Zahlreiche Großprojekte wie ein Thermalbad am Klopeiner See, eine Privatklinik in Millstatt und das „Ravensburger Spieleland“ in Döbriach konnte er jedoch nicht verwirklichen. In seiner letzten Amtszeit geriet Pfeifenberger auf Grund der finanziellen Schwierigkeiten der Wörtherseebühne unter heftige Kritik.

## Verurteilung wegen Untreue
Am 13. Februar 2018 wurde bekannt, dass Pfeifenberger rechtskräftig wegen Untreue angeklagt ist. Im anschließenden Prozess wurde er am Landesgericht Klagenfurt am 15. November 2018 zu 18 Monaten Haft, davon vier Monate unbedingt, verurteilt. Der Heta Asset Resolution AG sprach das Gericht 392.000 Euro Schadenersatz zu. Pfeifenberger meldete Nichtigkeitsbeschwerde und Berufung an. Das Oberlandesgericht Graz bestätigte jedoch das Urteil und Strafausmaß rechtskräftig. Es begründete die Entscheidung unter anderem damit, dass „ein geradezu perfides Zusammenwirken mehrerer Entscheidungsträger und Unternehmen“ vorliegt. So seien Bezüge gesplittet worden, „um andere nicht stutzig zu machen und alles unter der Decke zu halten“. Anhand der eineinhalb Jahre andauernden Tatzeit sei zu erkennen, dass „beträchtliche kriminelle Energie“ darin steckte. Zudem habe sich Pfeifenberger persönlich bereichert, was nicht immer bei Untreue der Fall sei.